# 2YOON
2Yoon (tiếng Hàn Quốc là 투윤) là một nhóm nhỏ của ban nhạc 4minute được thành lập vào năm 2013 bởi Cube Entertainment, gồm hai thành viên là Ga Yoon và Ji Yoon.

## Lịch sử
Cả hai đều là giọng hát chính của nhóm 4minute được phát hiện bởi Hong Seung Sung. khi ông xem được cuộc biểu diễn của hai cô gái ở United Cube London vào năm 2011.
Bộ đôi được các người hân mộ biết đến với cái ssangyoon bởi vì từ Yoon trong tên hai cô và với hình ảnh đáng yêu nhưng sau này được đổi thành 2YOON vì lý do từ ssangyoon có chứa nhiều nghĩa và dễ gây hiểu nhầm.

## Sự nghiệp
Tháng 7 năm 2012, Cube thông báo 2yoon sẽ ra mắt với album đầu tay mang tên Hanver moon, nhưng phải đến tận tháng 1 năm sau thì họ mới phát hành album và bài hát chủ đề 24/7. họ biểu diễn trên Mnet M! Countdown với bài hát theo thể loại nhạc đồng quê đầu tiên tại Hàn Quốc 24/7.

## Nghệ thuật
Do vì bài hát mang thể loại đồng quê kém người nghe lên bài hát 24/7 không thể chạm mức no.1 các bảng xếp hạng âm nhạc của Hàn Quốc nhưng đã gây tiếng vang lớn cho dư luận biểu hiện là nhóm nhạc đầu tiên được hai tạp chí lớn nhất nước Mỹ khen ngợi và đăng lên báo.
Marc Hogan của SPIN nói Taylor Swift rằng cô nên tự đánh mình vì hiện tại 2YOON đã lấp đầy chỗ trống mà Taylor Swift đã tạo ra sau khi cô dần chuyển sang phong cách nhạc pop. Bài báo tiếp tục ca ngợi bài hát và kết thúc với nhận xét:"Thể loại nhạc đồng quê có thể trở thành âm nhạc hiện đại mà không cần phải ngừng 'country'"., họ cũng là nhóm nhạc đầu tiên được phỏng vấn trên tạp chí Time. 2YOON cũng được báo Mnet khen ngợi Park Hyun-min của Mnet ca ngợi " ánh sáng và vui vẻ "của đĩa đơn dẫn đầu. Họ cũng là nhóm nhạc Hàn Quốc đầu tiên thực hiện quảng bá âm nhạc tại Thái Lan.

## Thành viên
| Nghệ danh | Nghệ danh | Tên khai sinh | Tên khai sinh | Ngay sinh         |
| La tinh   | Hangul    | La tinh       | Hangul        | Ngay sinh         |
| --------- | --------- | ------------- | ------------- | ----------------- |
| Gayoon    | 가윤      | Heo Ga-yoon   | 허가윤        | 18 tháng 5, 1990  |
| Jiyoon    | 지윤      | Jeon Ji-yoon  | 전지윤        | 15 tháng 10, 1990 |

## Discography

### Album
| Harvest Moon                                                                 | - Phát hành: ngày 17 tháng 1 năm 2013 - Nhãn đĩa: Cube Entertainment - Định dạng: CD, tải nhạc số | 7 | - KOR: 5,372+ | 1. "24/7" 2. "Nightmare" (feat. Il Hoon Jung) 3. "Why Not" 4. "Se Se Se" (feat. Kikaflo) 5. "Black Swan" |
| "—" denotes releases that did not chart or were not released in that region. |                                                                                                   |   |               | |

### Singles
| 2013                                                                    | "24/7" | 8 | 13 | Harvest Moon |
| "—" Không được xếp hạng hoặc không được phát hành tại bảng xếp hạng đó. |        |   |    |              |